# بوبي هاولت
بوبي هاولت (بالإنجليزية: Bobby Howlett)‏ هو لاعب كرة قدم بريطاني، ولد في 12 ديسمبر 1948 في وستهام ‏ في المملكة المتحدة. لعب مع كولتشستر يونايتد ونادي ساوثيند يونايتد.